# Henri Hureau de Sénarmont
Pour les articles homonymes, voir Hureau et Famille de Sénarmont.
Henri Hureau de Sénarmont, né à Broué (Eure-et-Loir) le 6 septembre 1808 et mort à Paris le 30 juin 1862, est un physicien et minéralogiste français.

## Biographie
Il sort de l'École polytechnique en 1828 et de l'École des mines en 1831. Il succède à François Sulpice Beudant à l'Académie des sciences en 1852. Il est professeur de physique à l'École polytechnique de 1856 à 1862, succédant à Auguste Bravais.
Ses travaux ont porté sur la conductivité des cristaux, sur les rayons polarisés elliptiquement et sur la réflexion métallique. Il se distingue par ses recherches sur la polarisation de la lumière et sur la formation induite de minéraux.
Il développe un procédé, qui porte aujourd'hui encore son nom, de compensation du retard de la lumière polarisée (compensateur de Sénarmont). Son nom a par ailleurs été donné à la "sénarmontite", oxyde d'antimoine exploité en Algérie au Djebel Hammimat par la Compagnie des mines de La Lucette.